# Giuseppe Antonio Luchi

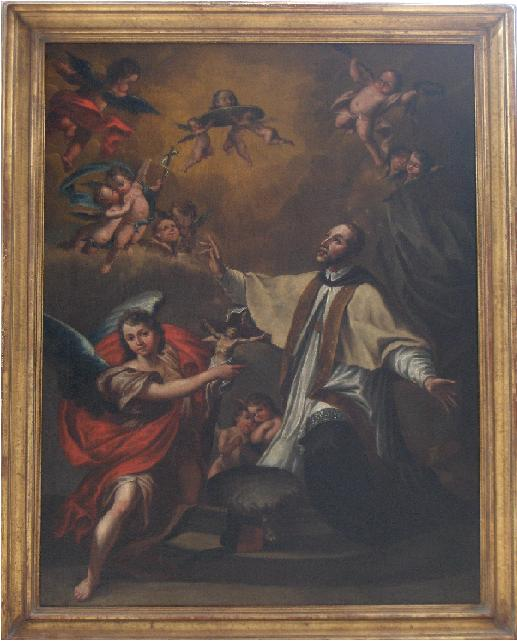
San Francesco Saverio, dipinto di Giuseppe Antonio Luchi, 1735 circa

Giuseppe Antonio Luchi detto il Diecimino (Borgo a Mozzano, 17 luglio 1709 – Borgo a Mozzano, 12 maggio 1774) è stato un pittore italiano.

## Biografia
Giuseppe Antonio Luchi, nacque nel 1709 a Diecimo frazione di Borgo a Mozzano, da Luca di Matteo Luchi e da Maddalena di Bartolomeo Paolucci. Per questo, i suoi contemporanei gli attribuirono il soprannome di Diecimino.
Allievo a Lucca di Cristoforo Martini, detto il Sassone, e di Domenico Brugieri, nel 1729 si trasferì a Bologna, dove lavorò sotto il magistero di Domenico Creti. Nel 1731 passò a Venezia, dove frequentò per alcuni anni la scuola di Giovan Battista Tiepolo. Tornato in patria nel 1738, si stabilì a Lucca dove per alcuni anni tenne scuola e fu tra i fondatori dell'Accademia Lucchese di Belle Arti. Sotto la sua supervisione si formarono alcuni valenti pittori, tra i quali si possono menzionare Bernardino Nocchi e Stefano Tofanelli. 
Lasciata Lucca nel 1769 per far ritorno a Diecimo, si spense qualche anno più tardi nel suo paese natale, il 12 maggio 1774.

## Opere
Tra le opere più significative che possono essere ricordate del Luchi, una Natività (1751) per la chiesa e il convento di Sant'Anna a Pisa. A Borgo a Mozzano, nella chiesa dei Santi Giusto e Clemente, il Luchi dipinse una Madonna col Bambino e i Santi Clemente, Lucia, Giusto e Caterina d'Alessandria. Mentre per la chiesa di Santa Maria Assunta Benabbio a Bagni di Lucca, dipinse una Madonna in gloria fra i Santi Antonio da Padova e Rocco (1773). Dipinse ancora intorno alla metà degli anni trenta una Visione di San Francesco Saverio, opera di alta qualità recentemente apparsa sul mercato d'arte antiquario.